# Rail Traction Company

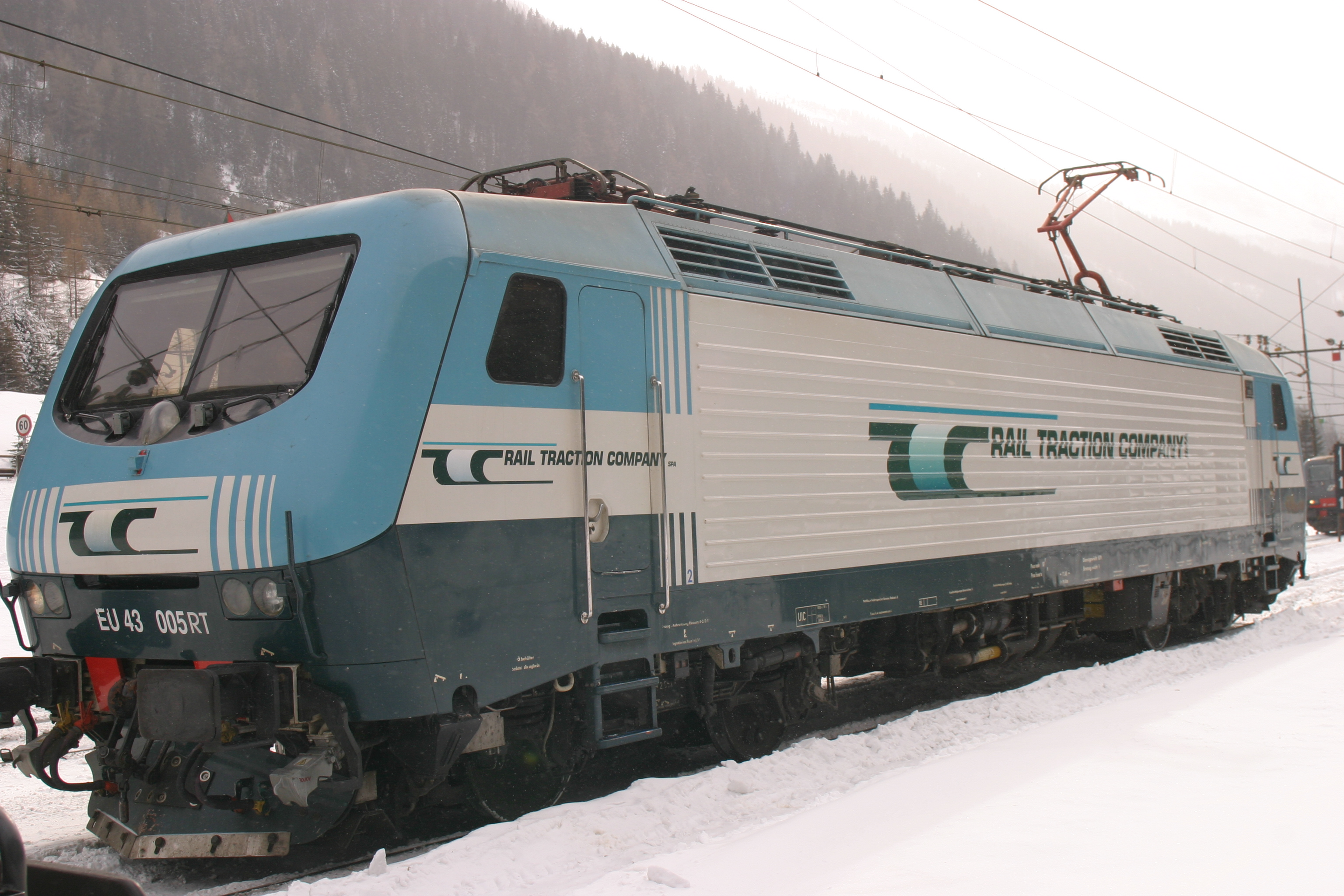
RTC-Lokomotive der Baureihe Bombardier EU43

Die Rail Traction Company (RTC) ist ein privates italienisches Eisenbahnverkehrsunternehmen.

## Allgemeines

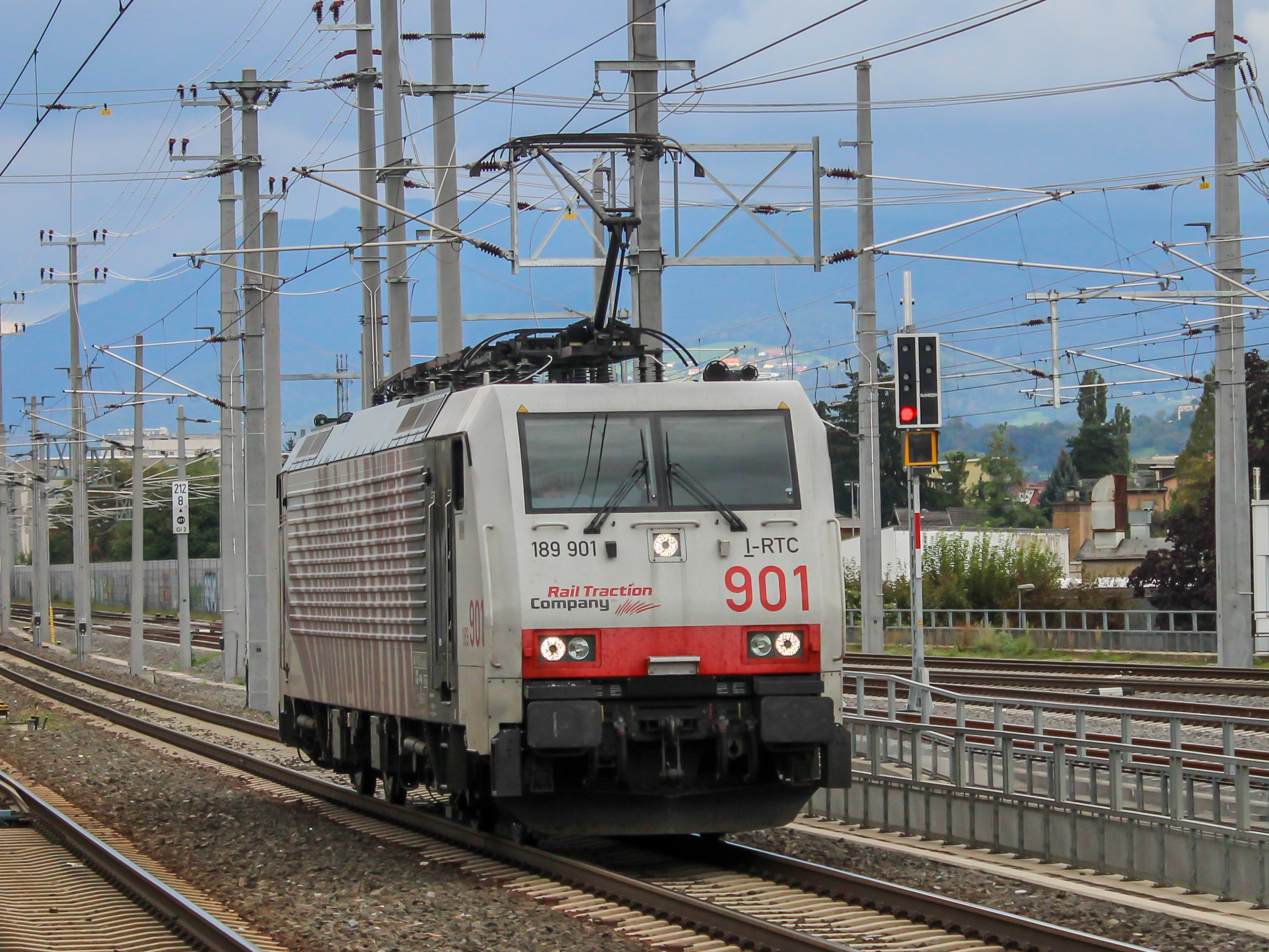
Baureihe 189 (Siemens ES64F4) von Siemens in Graz Don Bosco.

Die Rail Traction Company hat ihren Sitz in Bozen und wurde im Jahr 2000 gegründet. Sie bieten vor allem Verkehr auf der Brenner- und Tauernachse an und ziehen regelmäßig Güterzüge von Verona nach Deutschland und übernehmen weiterhin internationale Güterzüge an der Grenze, um sie an ihr italienisches Ziel zu bringen. Die Rail Traction Company wird seit 2021 von Martin Aussedorfer geführt, der Umsatz betrug im Jahr 2010 ca. 39,7 Mio. Euro. Seit 2011 führt RTC auch Züge weiter, die in Villa Opicina (Triest) aus Slowenien kommen.

## Lokomotivflotte
| Baureihe                        | Anzahl |
| ------------------------------- | ------ |
| Baureihe 186 (Bombardier TRAXX) | 12     |
| Siemens ES64F4                  | 10     |
| FS E.412 (Bombardier EU43)      | 8      |
| E 483 (Bombardier TRAXX)        | 4      |
| ČSD-Baureihe 753                | 2      |
| Zephir 16300                    | 1      |
| Trans T212 (D703)               | 1      |